# Supunna smaragdinea
Supunna smaragdinea là một loài nhện trong họ Corinnidae.
Loài này thuộc chi Supunna. Supunna smaragdinea được Eugène Simon miêu tả năm 1909.